# Vardotjärnarna
Vardotjärnarna är varandra näraliggande sjöar i Sorsele kommun i Lappland och ingår i Umeälvens huvudavrinningsområde. Vardotjärnarna ligger i Vindelfjällen Natura 2000-område och skyddas av habitat- och fågeldirektivet
- Vardotjärnarna (Sorsele socken, Lappland, 729303-151525), sjö i Sorsele kommun, 65°44′16″N 16°08′14″Ö / 65.7379°N 16.1373°Ö
- Vardotjärnarna (Sorsele socken, Lappland, 729315-151500), sjö i Sorsele kommun, 65°44′23″N 16°07′46″Ö / 65.7398°N 16.1295°Ö (9,38 ha)
- Vardotjärnarna (Sorsele socken, Lappland, 729334-151536), sjö i Sorsele kommun, 65°44′27″N 16°08′23″Ö / 65.7407°N 16.1398°Ö
- Vardotjärnarna (Sorsele socken, Lappland, 729367-151468), sjö i Sorsele kommun, 65°44′37″N 16°07′30″Ö / 65.7437°N 16.125°Ö
- Vardotjärnarna (Sorsele socken, Lappland, 729402-151459), sjö i Sorsele kommun, 65°44′52″N 16°07′15″Ö / 65.7479°N 16.1209°Ö (6,39 ha)